# F. Richard Stephenson
Pour les articles homonymes, voir Stephenson.
Francis Richard Stephenson, souvent noté F. Richard Stephenson, né le 26 avril 1941, est un astronome britannique.

## Biographie
Il est actuellement en poste à l'université de Durham et spécialisé dans l'étude des documents astronomiques de l'ère pré télescopique. Il a écrit de nombreux ouvrages sur des sujets relatifs aux supernovæ historiques, les témoignages d'observation des taches solaires, des éclipses lunaires et solaires. Il a écrit plusieurs ouvrages de référence sur ces sujets et a signé ou cosigné plus d'une centaine d'articles dans des revues scientifiques à comité de lecture.

## Prix et distinctions
Il est lauréat de la médaille Jackson-Gwilt (1992) et du prix Doggett (2014).
L'astéroïde (10979) Fristephenson est nommé en son honneur.